# Phil Ford
Philip Jackson Ford Jr. (ur. 9 lutego 1956 w Rocky Mount) – amerykański koszykarz, występujący na pozycji obrońcy, debiutant roku NBA, zaliczony do drugiego składu najlepszych zawodników ligi, po zakończeniu kariery zawodniczej trener koszykarski.

## Osiągnięcia

### NCAA
- Wicemistrz NCAA (1977)
- Uczestnik rozgrywek:
  - Sweet 16 turnieju NCAA (1975, 1977)
  - turnieju NCAA (1975–1978)
- Mistrz:
  - turnieju konferencji Atlantic Coast (ACC – 1975, 1977)[2]
  - sezonu zasadniczego ACC (1976–1978)
- Zawodnik Roku:
  - NCAA:
    - według:
      - NABC (1978)[3]
      - USBWA (1978)[4]
      - Sporting News (1978)[5]

    - im. Johna R. Woodena (1978)[6]

  - konferencji ACC (1978)[7]
- MVP turnieju ACC (1975)[2]
- 2-krotny Sportowiec Roku konferencji ACC (1977, 1978)
- Wybrany do:
  - I składu:
    - All-American (1977, 1978)[8]
    - ACC (1976-1978)[9]
    - turnieju ACC (1975-1977)[9]

  - II składu All-American (1976, 1978)[8]
  - składu najlepszych zawodników w historii konferencji ACC - ACC 50th Anniversary Men's Basketball Team (2002)[10]
  - Galerii Sław Sportu uczelni Karoliny Północnej (1991)[9]
  - Akademickiej Galerii Sław Koszykówki (2012)[11]
- Uczelnia zastrzegła należący do niego numer 12

### NBA
- Debiutant Roku NBA (1979)[12]
- Wybrany do:
  - I składu debiutantów NBA (1979)[13]
  - II składu NBA (1979)[1]
- Uczestnik meczu gwiazd Legend NBA (1991)[14]

- 2–krotny zawodnik tygodnia NBA (18.11.1979, 25.01.1981)[15]

### Reprezentacja
- Mistrz:
  - olimpijski (1976)[16]
  - turnieju World Invitational (1978)[17]
- Lider igrzysk olimpijskich w asystach (1976)[18]

### Trenerskie
- Mistrz NCAA (1993 jako asystent trenera)[19]
- Finalista NBA (2005 jako asystent trenera)[9]